# 751 TCN
751 TCN là một năm trong lịch La Mã.